# Европейски жълт скорпион
Европейските жълти скорпиони (Buthus occitanus) са вид паякообразни от семейство Дебелоопашати скорпиони (Buthidae).
Таксонът е описан за пръв път от Пиер-Жозеф Аморьо през 1789 година.

## Подвидове
- Buthus occitanus malhommei
- Buthus occitanus occitanus
- Buthus occitanus tunetanus